# جونز أوسبورن
جونز أوسبورن هو محرر وسياسي أمريكي، ولد في 22 أكتوبر 1921، وتوفي في 6 نوفمبر 2014. نشط حزبياً في الحزب الديمقراطي. وقد انتخب عضو مجلس شيوخ أريزونا ‏ وانتخب عضو مجلس نواب أريزونا ‏.